# Bistum Haarlem-Amsterdam
Das Bistum Haarlem-Amsterdam (bis 1. Januar 2009: Bistum Haarlem; lateinisch Dioecesis Harlemensis-Amstelodamensis, niederländisch Bisdom Haarlem-Amsterdam) ist eines der sieben römisch-katholischen Bistümer der niederländischen Kirchenprovinz.

## Geschichte

### Erste Gründung
Im Jahre 1559 errichtete Papst Paul IV. anlässlich der Erhebung des Bistums Utrecht zum Erzbistum fünf neue Bistümer in den Niederlanden, darunter das Bistum Haarlem als Suffraganbistum. Dies geschah auf Anregung Philipps II. Diesem Bistum war kein langes Leben beschieden: 1578 geriet Haarlem in die Hände der Calvinisten und Bischof Godfried van Mierlo musste aus der Stadt flüchten. Bis dahin hatte es nur zwei Bischöfe gesehen:
- 1562–1569 Nicolaas van Nieuwland
- 1571–1587 Godfried van Mierlo

### Neugründung
1833 wurde eine Apostolische Administratur in Haarlem errichtet mit dem Ordinarius Cornelis Ludovicus van Wijckersloot van Schalkwijk (1786–1851). Das Bistum Haarlem wurde erneut am 5. März 1853 errichtet. Erster Bischof war Franciscus Jacobus van Vree.
Durch die Bildung des Bistums Rotterdam am 16. Juli 1955 verlor das Bistum Haarlem einen Teil seines Gebietes und seiner Gläubigen. Das Bistum wird seit 2008 Haarlem-Amsterdam genannt.

## Einzelnachweise

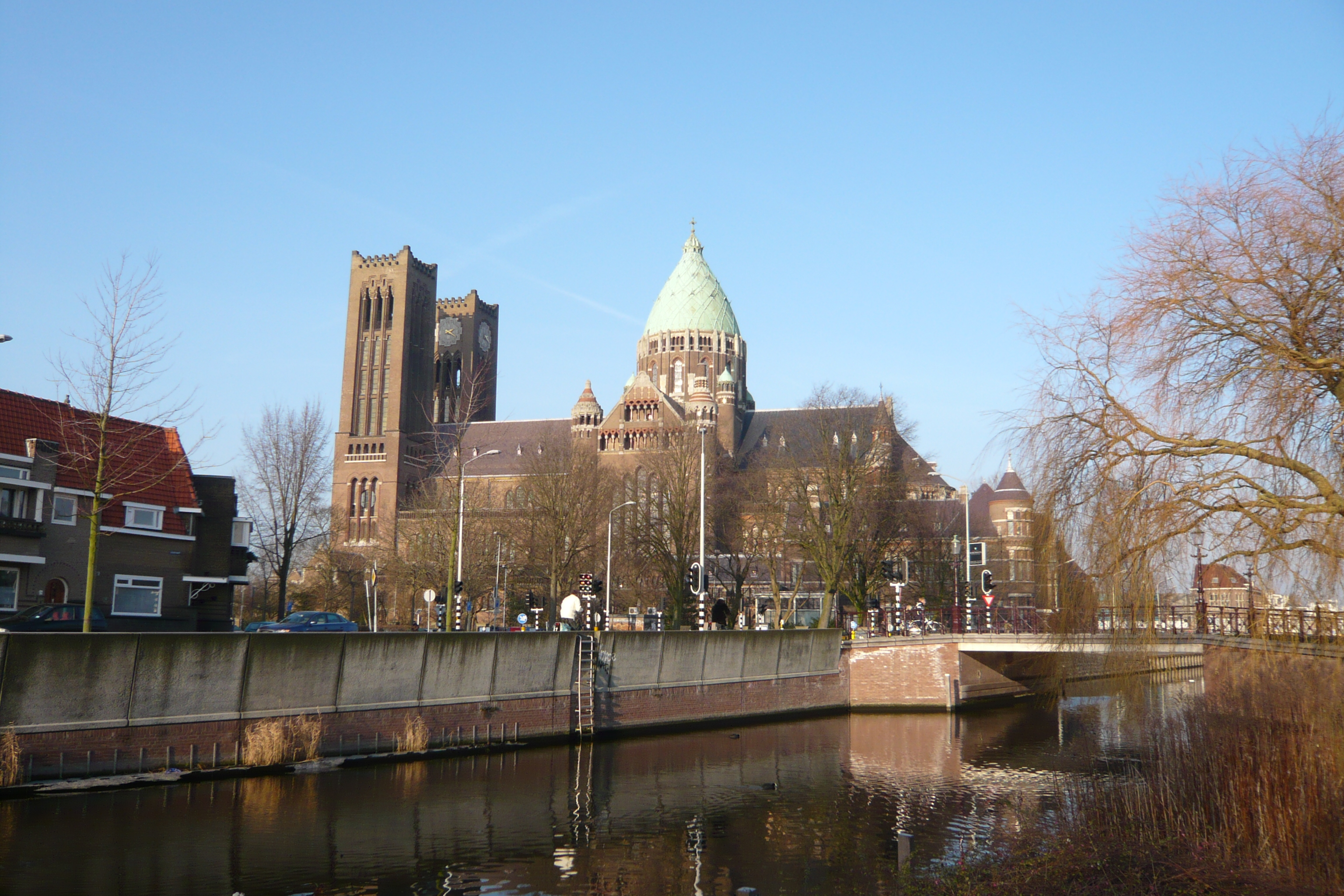
St.-Bavo-Kathedrale Haarlem

## Bischöfe
- Liste der Bischöfe von Haarlem